# Chrysoprasis aureicollis
Chrysoprasis aureicollis là một loài bọ cánh cứng trong họ Cerambycidae.